# Lawrence Feuerbach
Lawrence Edward Joseph „Leon” Feuerbach (ur. 11 lipca 1879, zm. 16 listopada 1911 w Saranac Lake) – amerykański lekkoatleta, specjalista pchnięcia kulą, medalista olimpijski z 1904.

## Kariera
Na igrzyskach olimpijskich w 1904 w Saint Louis Feuerbach wywalczył brązowy medal w pchnięciu kulą, za swymi rodakami Ralphem Rose i Wesleyem Coe. Był również członkiem drużyny New York Athletic Club, która zajęła 4. miejsce w konkurencji przeciągania liny.
Był mistrzem Stanów Zjednoczonych (AAU) w pchnięciu kulą w 1903.
Jego rekord życiowy w pchnięciu kulą wynosił 14,48 m i pochodził z 1906 r..